# Constâncio (notário)
Constâncio (em latim: Constantius) foi um oficial romano do século V. Era nativo da Itália. Aécio enviou-o como secretário para Átila (r. 434–453). No início de 449, acompanhou Edecão e Orestes a Constantinopla. onde, em troca da promessa de trabalhar por uma paz prolongada entre os hunos e o Império Bizantino, foi prometido a uma rica dama, filha do falecido Saturnino. O governo foi incapaz de manter sua promessa, e Átila demandou reparação. Em 450, os emissários Anatólio e Nomo lhe prometeram outra noiva e retornou com eles para Constantinopla para se casar com a viúva de Armácio.